# Brabantisatie
De Brabantisatie was in het oude recht van het hertogdom Brabant de rechtshandeling waarmee aan een buitenlander dezelfde politieke en burgerrechten als een geboren Brabander werden verleend. Het ging verder dan een gewone naturalisatie door de vorst en werd afgeleverd door het ministerie van de Raad van Brabant na instemming van de drie leden van de Staten van Brabant. Dergelijke Brabantisaties waren uiterst zeldzaam. Ze werden vooral toegestaan aan zonen van Brabanders die in het buitenland waren geboren terwijl hun vader daar tijdelijk verbleef in dienst van vorst of vaderland.

## Context
Zoals veel plekken in het middeleeuwse Europa kende Brabant het jus soli: men bekwam de hoedanigheid van Brabander door op het grondgebied van het hertogdom te worden geboren. Hoewel buitenlanders op civiel vlak redelijk gelijk werden behandeld, waren er voor hen toch niet onbelangrijke nadelen, zoals het droit d'aubaine, die enkel door het verwerven van de nationaliteit konden worden opgeheven. Die verwerving gebeurde door naturalisatiebrieven afgeleverd door de Raad van Brabant namens de vorst. Voor de politieke rechten volstond dat evenwel niet, omdat de Brabantse constituties voorschreven dat allerlei hoge ambten enkel openstonden voor Brabanders. Dit was afgedwongen in de Blijde Inkomst van Filips de Goede in 1430, voor wiens centraliserende neigingen men beducht was.

## Reactie van buurlanden
Vlaanderen, Holland, Namen, Henegouwen... probeerden zich van hun kant ook op een dergelijk privilege te beroepen, maar ze hadden geen charters om hun claim te ondersteunen en moesten vorstelijke naturalisaties als volwaardig erkennen.
Toch moesten ze niet weerloos aanvaarden dat hun inwoners waren uitgesloten van overheidsfuncties in Brabant. Deze gewesten voerden een retorsierecht in, waardoor Brabanders van functies in hún land werden uitgesloten zolang er geen wederkerigheid was. Tot echte gelijkwaardigheid leidde dit niet. Famiano Strada vermeldt dat vrouwen uit naburige gewesten vaak in Brabant kwamen bevallen wanneer ze voor hun kind ambten en privileges ambieerden.

## 1786
Een opmerkelijke episode deed zich voor naar het einde van het ancien régime. Om zich geliefd te maken in een land dat sceptisch stond tegen "Duitse" bestuurders, vroegen de landvoogden Maria Christina en Albert van Saksen in 1786 hun Brabantisatie aan. De Staten stonden dit op 27 mei toe aan de seer goedertiere hoogheden. Toen de hervormingen van keizer Jozef II het volgende jaar de landcharters aantastten en de Kleine Revolutie deden uitbreken, lieten de Brabanders niet na de landvoogden te herinneren aan hun plicht om de constitutie van het land te verdedigen.

## Voetnoten
1. ↑  Buitenlanders konden geen in Brabant gelegen goederen vererven, noch er een nalatenschap ontvangen.
2. ↑  De Raad leverde deze en vele andere akten eigenmachtig af, tot de landvoogd ingreep en de praktijk bij decreet van 5 april 1764 verbood op straffe van nietigheid.